# 周家美
周家美（1913年—1997年），别名周义成，曾化名田川，男，湖北潜江人，中华人民共和国军事人物，中国人民解放军少将，曾任黑龙江省军区副司令员。